# Lam Ngọc
Lam Ngọc (藍玉,1340 - 1393) là một danh tướng đầu thời nhà Minh trong lịch sử Trung Quốc. Hồng Vũ năm thứ 12 (1379) thụ phong Vĩnh Xương hầu, năm thứ 21 (1388) thụ phong Lương quốc công. Hồng Vũ năm thứ 26 (1393), Lam Ngọc bị cáo buộc mưu phản, cuối cùng bị Minh Thái Tổ xử tử, sử cũ gọi là "Lam Ngọc án".

## Cuộc đời
Lam Ngọc là người Hồi, quê quán của ông nay là huyện Định Viễn, An Huy. Theo Minh sử, Lam Ngọc ban đầu vốn là bộ tướng của Thường Ngộ Xuân, cũng là một tướng người Hồi phục vụ Chu Nguyên Chương, một thủ lĩnh nghĩa quân của quân Khăn đỏ. Lam Ngọc dũng mãnh, rất được Thường Ngộ Xuân tán thưởng, đã nhiều lần nói tốt cho Lam Ngọc trước mặt Chu Nguyên Chương. Chu Nguyên Chương sau đó cho Lam Ngọc làm tướng. Năm 1368, Chu Nguyên Chương đăng cơ xưng đế, tức là vua Minh Thái Tổ, lập ra nhà Minh, lấy hiệu là Hồng Vũ, định đô ở Nam Kinh. Nhà vua đại phong công thần, Lam Ngọc được phong làm bá tước và ban cho đan thư thiết khoán miễn tử được 2 lần.
Năm 1371, Lam Ngọc theo Phó Hữu Đức đi đánh nước Thục (nay là Tứ Xuyên) và chiếm được Miên Châu (nay là Miên Dương). Năm 1372, Lam Ngọc theo Từ Đạt dẫn quân bắc phạt đánh Bắc Nguyên ở thảo nguyên Mông Cổ, vượt qua Nhạn Môn quan và đánh bại quân Nguyên ở núi Loan, gần sông Thổ Lạp. Bảy năm sau, ông lại theo Mộc Anh đi đánh Tây Tạng và bắt được thủ lĩnh 3 bộ lạc cùng hơn 1000 người. Vì các chiến công của mình, năm 1379, Lam Ngọc được phong làm Vĩnh Xương hầu.
Năm 1381, Lam Ngọc đi theo Phó Hữu Đức đánh Vân Nam, hoàn thành thống nhất Trung Quốc dưới triều nhà Minh. Năm 1387, Nahachu của Bắc Nguyên tấn công Liêu Đông. Minh Thái Tổ cho Phùng Thắng, dẫn theo Phó Hữu Đức và Lam Ngọc làm 2 cánh tả hữu cùng 20 vạn đại quân đánh trả. Nahachu thua trận và đầu hàng nhà Minh. Lam Ngọc đem quân đóng lại ở Ký Châu.
Năm 1388, Minh Thái Tổ phong cho Lam Ngọc làm Đại tướng quân (大將軍), thống suất 15 vạn đại quân bắc phạt đánh vua Bắc Nguyên là Uskhal Khan Toghus Temur. Lam Ngọc dẫn quân vượt qua Trường thành, thám báo báo lại rằng quân Nguyên đang đóng trại tại hồ Bối Nhĩ (Buyur). Quân Minh tiếp tục bắc tiến, vượt qua sa mạc Gobi tiến đến hồ Bối Nhĩ vào tháng tư âm lịch năm ấy. Quân Minh ban đầu đến gần hồ Bối Nhĩ 40 dặm mà vẫn không thấy quân Nguyên, việc này làm cho Lam Ngọc cảm thấy nản chí và muốn lui quân. Phó tướng là Vương Tích lại khuyên Lam Ngọc rằng đại quân đã đến đây mà tay trắng trở về, không làm nên trò trống gì thì thiên hạ cười cho, chưa kể còn bị nhà vua trách tội. Lam Ngọc nghe lời, hạ lệnh tăng cường dò thám tung tích quân địch, cuối cùng Lam Ngọc phát hiện quân Nguyên đang đóng tại phía đông bắc hồ Bối Nhĩ. Lam Ngọc nhân lúc trời tối lại có bão cát cho quân tiến sát tới trại quân Nguyên. Vào ngày 18 tháng 5 dương lịch, Lam Ngọc hạ lệnh tấn công, quân Nguyên vì bất ngờ nên bị đánh tan tác. Trận đánh kết thúc với nhiều quý tộc Mông Cổ bị bắt sống, trong đó có gia quyến hơn 100 người của Toghus Temur. Quân Minh còn bắt được hơn 7 vạn người, 15 vạn gia súc và chiếm được ngọc tỷ của Toghus Temur. Toghus Temur bỏ chạy vào thảo nguyên và sau đó bị giết bởi Tư Khắc Trác Lý Đồ (Yesüder), một hậu duệ của A Lý Bất Ca. Ngai vàng Bắc Nguyên rơi vào tay Tư Khắc Trác Lý Đồ.
Minh Thái Tổ khi nghe tiệp báo thì mặt rồng cả vui, phong cho Lam Ngọc làm Lương quốc công. Nhưng khi nhà vua nghe Lam Ngọc đã cưỡng bức một nữ quý tộc Mông Cổ đã trách phạt Lam Ngọc bằng cách giảm đất phong của ông. Tuy nhiên Thái Tổ vẫn tán thưởng Lam Ngọc, khen rằng Lam Ngọc "sánh ngang Vệ Thanh nhà Hán và Lý Tĩnh nhà Đường". Năm 1392, một hàng tướng Nguyên là Nguyệt Lỗ Thiết Mộc Nhi (月魯帖木兒) làm phản ở Kiến Xương (Tứ Xuyên), Lam Ngọc được phái đi dẹp. Lam Ngọc đánh tan phản quân, bắt được Thiết Mộc Nhi và các con. Nhờ chiến công này mà Lam Ngọc được phong làm Thái tử Thái phó (太子太傅).
Cùng với những chiến công của mình, Lam Ngọc ngày càng trở nên kiêu ngạo, buông thả và không biết kiềm chế bản thân. Ông bắt đầu lạm dụng quyền lực và hành xử hung bạo, thiếu thận trọng. Khi Lam Ngọc chiếm đoạt ruộng đất của nông dân ở Đông Xương, quan địa phương đã chất vấn ông nhưng bị ông đánh đuổi. Lúc Lam Ngọc khải hoàn trở về triều, phải dừng ở cửa quan. Quan thủ cửa không cho ông đi qua, nói rằng trời tối. Lam Ngọc tức giận bèn xua quân đi thẳng qua. Khi ra trận, ông thường tự ý giáng chức hay hạch tội cấp dưới theo ý mình, thậm chí bất tuân mệnh lệnh tự mình ra trận khi không có chiếu lệnh. Khi được phong làm Thái tử Thái phó, chức vụ này vẫn thấp hơn của Tống quốc công và Anh quốc công, Lam Ngọc bất mãn nói rằng: "Chẳng lẽ ta lại không đáng làm Thái sư?". Thái Tổ nghe thế giận lắm, từ đó có ý muốn giết Ngọc.
Lam Ngọc có một mối quan hệ thân cận với Thái tử Chu Tiêu. Một lần đi đánh Mông Cổ về, Lam Ngọc đã cảnh báo Thái tử rằng Yên vương Chu Đệ (tức là vua Minh Thành Tổ sau này) là một người cạnh tranh đe dọa việc kế vị của Thái tử. Chu Đệ nghe thế nên cảm thấy bị uy hiếp. Nhân cái chết của Thái tử vào năm 1392, Chu Đệ đã mật tấu cho vua cha Thái Tổ rằng Lam Ngọc và các công thần có lòng bất mãn, nên lo liệu sớm đi. Việc này hợp ý Thái Tổ vì chính nhà vua đang lên kế hoạch trừ khử công thần nhằm giữ vững giang sơn cho con cháu. Trong khi đó Lam Ngọc và những người khác vẫn không biết tự kiềm chế và cứ phóng túng như trước. Năm tháng sau khi Thái Tổ lập đứa cháu nội con trai Chu Tiêu là Chu Doãn Văn làm Hoàng Thái tôn (tức là vua Minh Huệ Đế sau này), Lam Ngọc vẫn được giữ chức Thái tử Thái phó.
Tháng 2 âm lịch năm Hồng Vũ thứ 26 (1393), Cẩm y vệ Chỉ huy sứ Giang Hoàn cáo buộc Lam Ngọc tội mưu phản. Minh Thái Tổ hạ lệnh lục soát nhà Lam Ngọc và đã "tìm thấy" hơn 1 vạn thanh Oa đao. Thái Tổ lấy đó làm cớ chứng minh Lam Ngọc mưu phản, ngay lập tức hạ lệnh xử tử Lam Ngọc và giết cả ba họ nhà ông, tài sản ruộng đất của Lam Ngọc đều bị tịch thu. Hơn 1 vạn 5000 người khác bị cuốn vào vụ thanh trừng này, trong đó có 12 vị hầu tước và 2 bá tước. Tất cả đều bị hành quyết chung với gia đình Lam Ngọc. Vụ án này được gọi là "Lam Ngọc án", cùng với "Không ấn án", "Quách Hoàn án" và "Hồ Duy Dung án" là "Hồng Vũ tứ đại án" (Bốn vụ án lớn thời Hồng Vũ). Cũng giống như vụ án Hồ Duy Dung và vô số vụ án khác thời Hồng Vũ, mọi người đều tin rằng chính Thái Tổ là người đã lên kế hoạch và chỉ đạo Cẩm Y vệ thực hiện việc vu oan và giết hại Lam Ngọc nhằm loại bỏ những nguy hiểm cho Chu Doãn Văn khi kế vị. Trong hơn 30 năm tại vị của Thái Tổ, Cẩm Y vệ đã chịu trách nhiệm cho cái chết của hơn 10 vạn người. Tuy nhiên sau khi giết Lam Ngọc, Thái Tổ lại quay sang vứt bỏ Cẩm Y vệ, bản thân Giang Hoàn sau đó cũng bị Thái Tổ tìm cớ xử tử.
Mỉa mai thay, chính cái chết của Lam Ngọc lại là một trong những nguyên nhân chính làm Chu Doãn Văn rơi đài. Sau khi Thái Tổ chết, Chu Doãn Văn kế vị, ra lệnh triệt phiên và đã bức tử hai người chú. Yên vương Chu Đệ nổi dậy chống trả, sử gọi là loạn Tĩnh Nan (Tĩnh Nan chi dịch, 1399-1402). Vì Thái Tổ đã giết sạch hết những võ tướng biết cầm quân, triều đình chẳng còn vị tướng nào có thể sánh với Chu Đệ. Chu Đệ nhiều lần lấy ít thắng nhiều đánh bại quân triều đình, cuối cùng đánh thẳng tới kinh thành, cướp được ngai vàng.